# ジェノヴァ共和国

ジェノヴァ共和国
Repúbrica de Zêna (リグリア語)
Res Publica Ianuensis (ラテン語)
Repubblica di Genova (イタリア語)

国の標語: Respublica superiorem non recognoscens（ラテン語）
比類なき共和国のために
1400年当時のジェノヴァ共和国の領土及び同国の経済的影響下に置かれた地域

ジェノヴァ共和国（ジェノヴァきょうわこく、イタリア語: Repubblica di Genova、リグリア語: Repúbrica de Zêna、ラテン語: Respublica Ianuensis、別称Serenissima Repubblica di Genova）は、ジェノヴァを中心にして1005年から1797年まで存在した都市領邦である。

## 地理

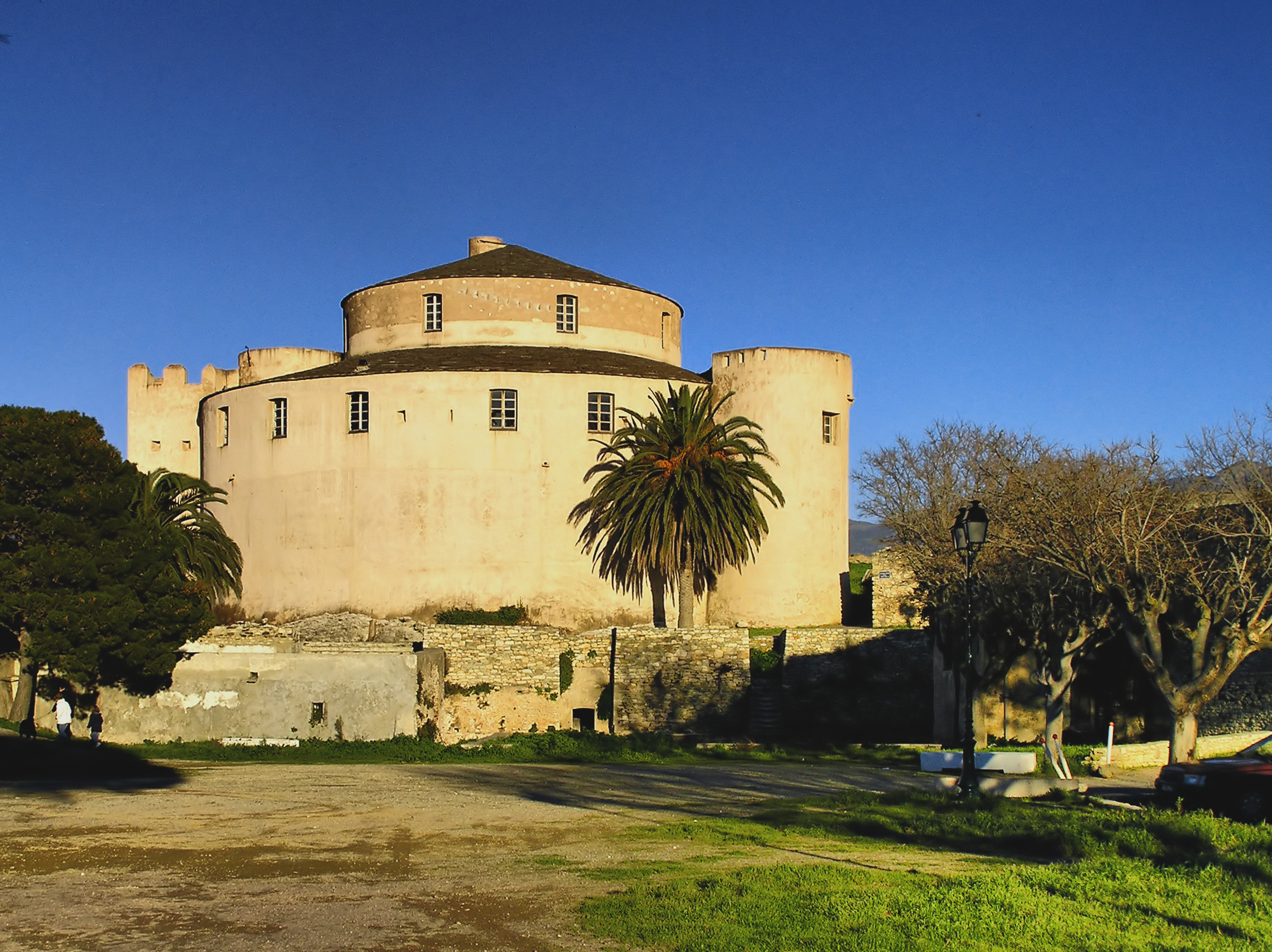
コルシカ島、サン＝フロランに残るジェノヴァ支配時代のシタデル

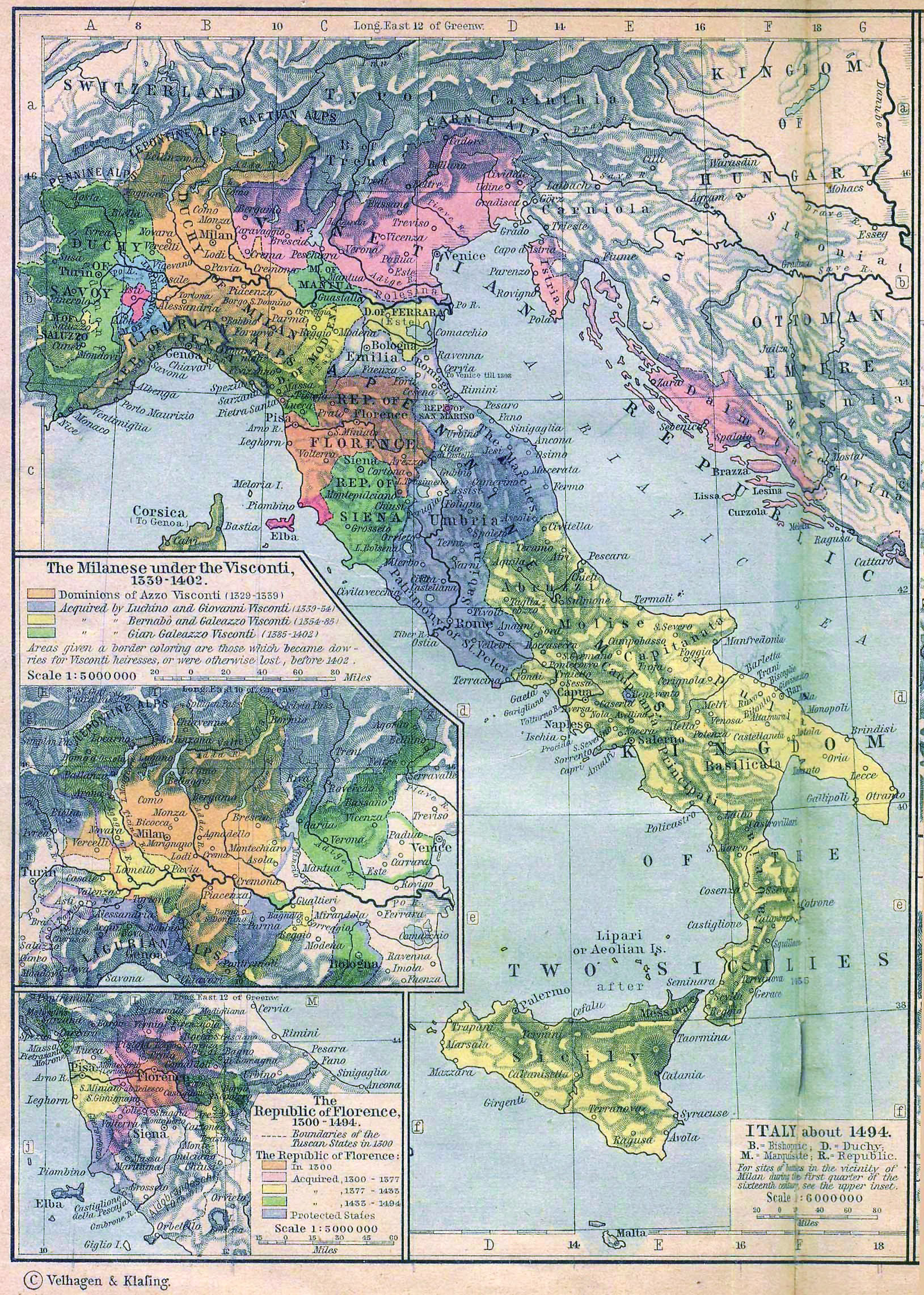
ジェノヴァ共和国（濃茶色）の領域はイタリア半島の付け根に相当する西部海岸のほぼ全域のほか、コルシカ島北部に及んでいた。1494年時点の状況

11世紀中ごろを起源として、ジェノヴァとその周辺地域で誕生した。都市の通商が増加するにつれ、共和国の領域も拡大した。1098年の第一次十字軍後、ジェノヴァはシリアに定住地を獲得した。サラディンの遠征の最中にその定住地の多くが失われた。1261年、スミルナがジェノヴァ領となった。1255年、クリミア半島のカッファに植民地を建設した。以後、ジェノヴァ人はソルディア、ケルコ、ツェンバロに植民地を建設した。1275年、東ローマ帝国はジェノヴァにキオス島とサモス島を授けた。1316年から1332年にかけ、ジェノヴァは黒海沿岸のラ・ターナ、サムスンにも植民地を経営した。1355年にはレスボス島がジェノヴァに授けられた。14世紀後半にはサマストリ植民地が黒海沿岸に築かれ、キプロス島が授けられた。東ローマ帝国の首都コンスタンティノープルのガラタ地区、トレビゾンド帝国の首都トレビゾンドに居住区があった。ジェノヴァ共和国領の大半が15世紀にオスマン帝国によって占領された。1797年に共和国が消滅したとき、リグーリア地方のみが共和国領であった。

### 主な領土
- サルデーニャ島 1259年から1325年
- キオス島を中心とした北エーゲ海 1261年から1566年
- クリミア半島南部沿岸 1266年から1475年
- コルシカ島 1284年から1768年

## 歴史

### 台頭
古代ジェノヴァは属州の通過点であった。ローマ帝国崩壊後、東ゴート王国、東ローマ帝国、ランゴバルド王国、カロリング朝の支配領域に入り、9世紀半ばから10世紀半ばにかけてはムスリムの襲撃をうける。956年、イタリア王が国王証書でジェノヴァの住人に対し慣習と所有権を保証する。
中世後期から12世紀・13世紀までのジェノヴァは、大きな交易で繁栄した時代であった。ジェノヴァ商人は東方から買いつけた絹、香辛料、貴金属、ミョウバンなどを扱っていた。1096年ごろに成立したときのジェノヴァ共和国は、イタリア王国に属する自由コムーネであった。生まれたばかりのコムーネは、エステ家出身の伯爵が支配した後、コンスルによる統治にとってかわった。コンスルの地位は、4つの有力貴族、フィエスキ家、グリマルディ家、ドーリア家、スピノラ家が互いに競い合った。当時、イスラム教徒の略奪者たちがティレニア海沿岸の都市を襲っていた。ピサは1004年に攻撃され、1015年にルーニが襲われたときは被害が拡大した。イベリア半島のイスラム勢力であるタイファ諸国のひとつ、デニアの将軍ジャヒッド・アル・シクラビは、125隻から構成する艦隊でサルデーニャ島を襲った。
1016年、ジェノヴァ＝ピサ連合軍がサルデーニャを防衛した。1066年、サルデーニャ支配を巡ってジェノヴァはピサと争った。1087年、ジェノヴァと、ピサのウグッチョ率いるピサの艦隊およびアマルフィ、サレルノ、ガエータの連合軍が、ズィール朝の首都マフディーヤを攻撃した。ローマ教皇ウィクトル3世の支持を得たこの戦いは、マフディーヤ遠征として知られるようになった。イタリアの連合軍はマフディーヤを占領したが、アラブ勢力に対して占領を維持することができなかった。マフディーヤ湾内でアラブ軍艦隊に火を放った後、ジェノヴァ＝ピサ連合軍は撤退していった。しかし、アラブ艦隊の壊滅はジェノヴァ、ピサ、ヴェネツィアに西地中海の支配権を与えることになった。第一次十字軍が安全に海から聖地へ向かうことができたのはこのためである。
1092年、ジェノヴァとピサはレオンおよびカスティーリャ王アルフォンソ6世と協力し、タイファ諸国のひとつであるバレンシア王国への遠征に参加した。アラゴン王サンチョ・ラミレスの支援を受けてトゥルトーザを包囲したが、これは成功しなかった。11世紀前半にジェノヴァは重要な交易都市となり、その力は上昇していった。
第一次十字軍への参加と同じころの1098年に、コンパーニャ・コムニスという誓約者団体を結成し、これがジェノヴァの都市共同体の原型となる。

### 十字軍

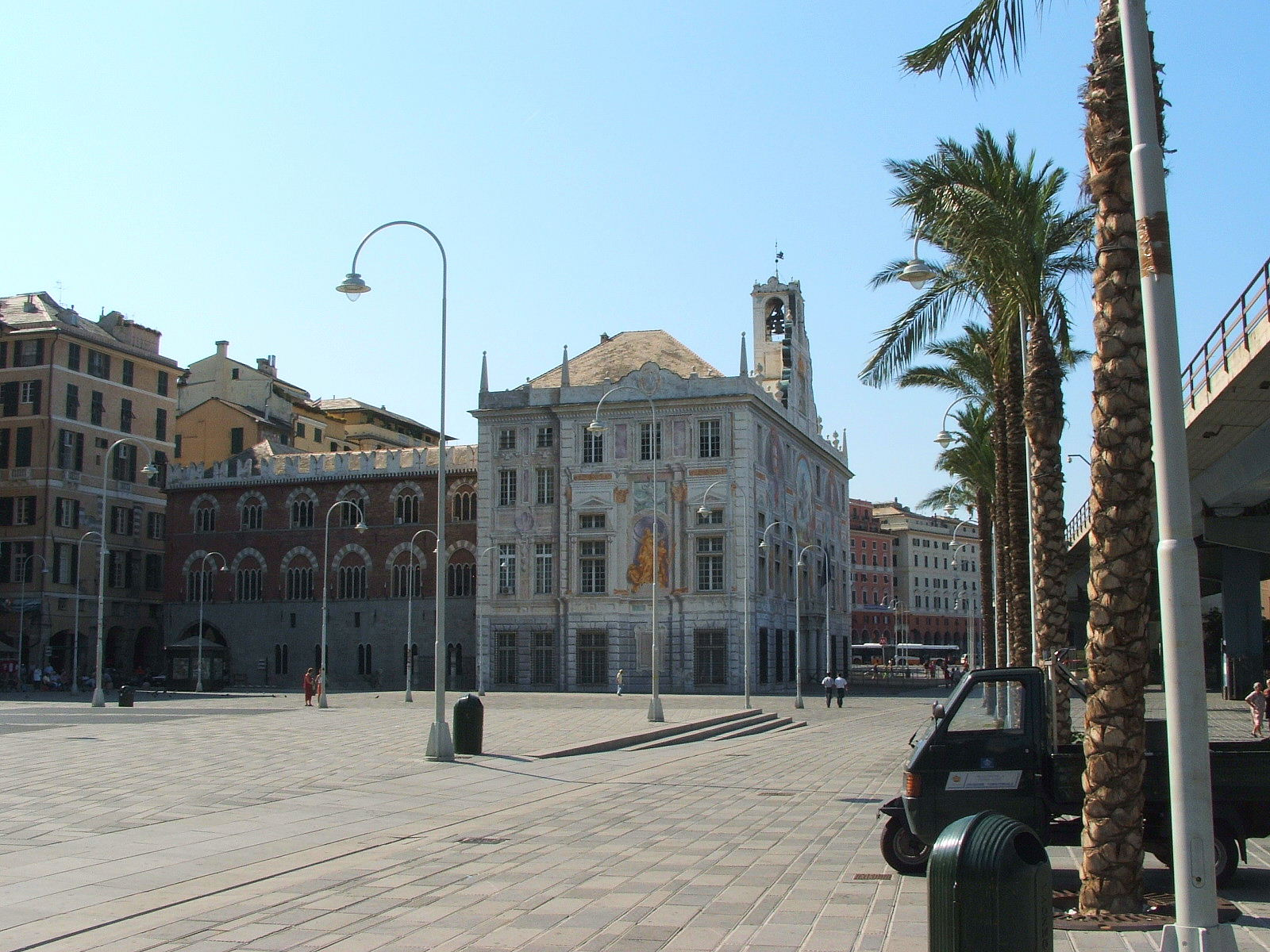
サン・ジョルジョ銀行が入っていたパラッツォ・サン・ジョルジョ

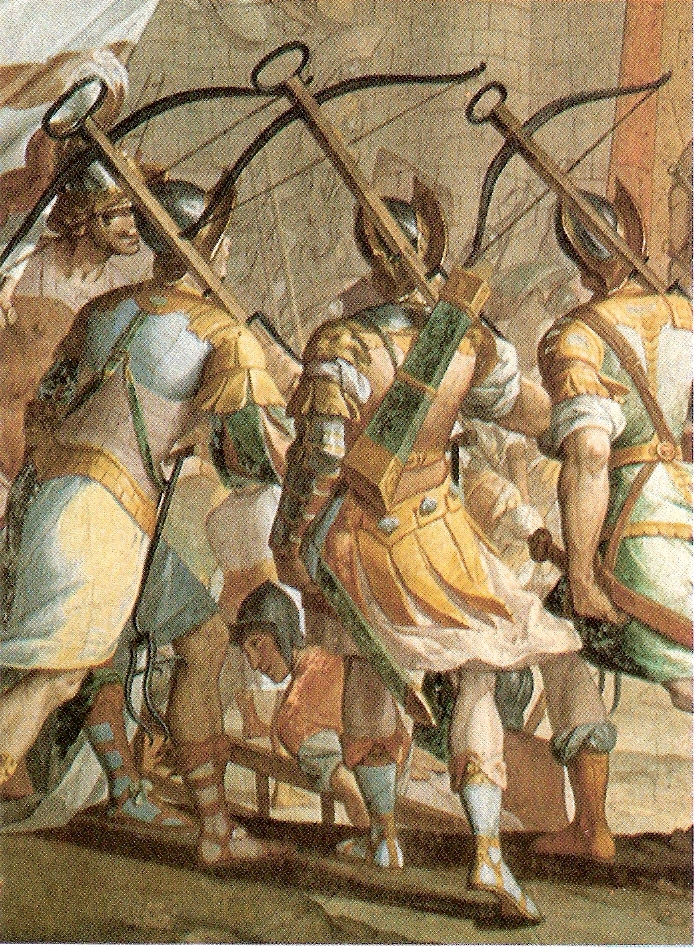
エルサレム包囲戦でのジェノヴァの石弓部隊

第一次十字軍の間に、ジェノヴァ共和国は拡大し始めた。1097年、グルノーブル司教ユーグ・ド・シャトーヌフと、オランジュ司教ギヨームはジェノヴァを訪れ、十字軍参加者を募るためサン・シロ教会で説教を行った。当時のジェノヴァ人口は約10,000人であった。12隻のガレー船、そして1,200人のジェノヴァ人が十字軍に参加した。貴族に率いられたジェノヴァ軍は1097年7月に出航した。主として1098年のアンティオキア包囲戦の間、ジェノヴァ艦隊は十字軍の騎士たちを海上から輸送し支援した。このときにジェノヴァ艦隊はアンティオキアを封鎖し、一方でジェノヴァ軍は包囲戦に加わっていた。1099年のエルサレム包囲戦では、グリエルモ・エンブリアコ率いるジェノヴァの石弓部隊が、アンティオキア防衛軍に対する支援部隊の役割を演じた。
1098年5月3日のアンティオキア陥落後、ジェノヴァはアンティオキア公国の支配者となったボエモン1世との同盟を構築した。その結果、ジェノヴァはアンティオキアに商館、サン・ジョヴァンニ教会、30件の住宅を授けられた。1098年5月6日、ジェノヴァ軍の一部は、第一次十字軍支援への報酬の一部として与えられた洗礼者ヨハネの聖遺物を携えて本国へ帰還した。中東の多くの居留地が、好意的な通商条約とともにジェノヴァに与えられた。後に、ジェノヴァはエルサレム王ボードゥアン1世との同盟関係を樹立した。同盟を確固たるものにするため、ボードゥアン1世はジェノヴァをアポロニア領主とし、カイサリアの1/3、アッコンの1/3、港湾税収入を授けた。さらに、共和国は毎年300ベザント金貨を受け取ることになり、ボードゥアン1世が征服地を拡大するたびその1/3を受け取った。50人以上のジェノヴァ人兵士がボードゥアン1世の軍に加わっていた。地中海での海運大国として、ジェノヴァ共和国の役割が、ジェノヴァ商人にとって好意的な通商条約を多く確保することになった。対東ローマ帝国貿易の大部分、トリポリ伯領、アンティオキア公国、アルメニアおよびエジプトとの交易は、ジェノヴァ商人が主導権を握っていた。ジェノヴァはエジプトとシリアでの自由交易権を維持したが、サラディンがこの地域への遠征を行った後、所有していた領土の一部を失った。

### 海洋共和国との競争

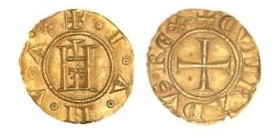
ジェノヴァ金貨（1252年）。

第四次十字軍では、ヴェネツィア共和国がラテン帝国樹立に中心的な役割を担った。その結果、ヴェネツィアの交易権が強化された。また、ヴェネツィアは東地中海での交易権の大部分を手中におさめた。東地中海での交易においてヴェネツィアと競争関係にあったジェノヴァは、ニカエア皇帝であったミカエル8世パレオロゴス（のちにパレオロゴス王朝の祖となる）が同盟を結びたがっていることをかぎつけた。ミカエル8世は、カトリック教徒の治めるラテン帝国を駆逐し、コンスタンティノープル奪還を企んでいた。1261年、ジェノヴァとミカエル8世はニンファエヌムで秘密裡に同盟を結んだ。1261年7月25日、ニカエア軍はジェノヴァの支援を受けてコンスタンティノープルを占領した。その結果、東ローマ帝国内での自由交易権をジェノヴァが独占することになった。これによりジェノヴァ商人が通商の管理権をも手中にし、エーゲ海にある多くの島々やそこに点在する居留地を勢力下に置くことになった。キオス島とレスボス島は、スミルナと同様にジェノヴァの通商基地となった。黒海における通商特権をもつのは、ジェノヴァとピサだけであった。

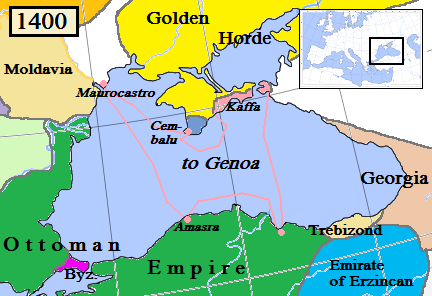
黒海沿岸でのジェノヴァ植民地

15世紀にジェノヴァはクリミア半島で多くの土地を征服し、カッファを含む居留地を設立させた。ジェノヴァを含め、イタリアの海洋共和国がこぞって黒海へ進出したのは、奴隷貿易のためである。キリスト教徒は同じキリスト教徒を奴隷にすることを禁じられていたが、宗派の異なる正教会信徒はその対象外であった。海洋共和国の商人たちは黒海で奴隷を集め、イスラム諸国の奴隷市場で売りさばき、その売り上げで東方の貴重な香辛料やその他贅沢品を買いつけた。そして、西欧へ品物を持ち帰って売買を行っていた。
再興した東ローマ帝国との関係は、ジェノヴァの富と軍事力を増大させた一方、ヴェネツィアとピサの交易収入を衰えさせた。東ローマはジェノヴァに対し、自由交易権のほとんどを与えた。1282年、ピサはジェノヴァに対する反乱を起こした判事シヌチェッロを支援し、コルシカ島における交易権と支配権を獲得しようとした。1282年8月、ジェノヴァ艦隊はアルノ河岸にあるピサの通商港を封鎖した。1283年、ジェノヴァとピサはどちらも戦争準備を行った。ジェノヴァは120隻のガレー船を建造した。そのうち60隻は共和国の所有で、残りはジェノヴァ商人が所有する船であった。15,000人を超える傭兵が兵士として雇われた。ピサ艦隊は戦闘を回避し、1283年の1年間ジェノヴァ艦隊を疲弊させようとした。1284年8月5日、メロリア海戦において、オベルト・ドーリアとベネデット・ザッカリーアが率いた93隻からなるジェノヴァ艦隊は、アルベルト・モロシーニとウゴリーノ・デッラ・ゲラルデスカ率いる72隻のピサ艦隊を打破した。ジェノヴァは30隻のピサ船を拿捕し、7隻を沈没させた。ピサ軍の半分以上であるおよそ8,000人のピサ人が戦死した。敗北したピサはコルシカ島から追われた。ピサ支配下にあったサルデーニャ島のサッサリは、以後ジェノヴァ領となった。
1283年、シチリア王国でアンジュー家支配に対する反乱が起きた（シチリアの晩鐘）。アンジュー家はシチリアから追われ、代わってアラゴン連合王国の王家であるバルセロナ家、後にその分家によって王位が継承された。アラゴン側に就いたジェノヴァは、シチリアにおける自由貿易特権を獲得した。ジェノヴァの銀行は、新たにシチリア貴族となった人々への貸し付けで利益を上げた。

### 衰退期

1450年頃の東地中海。オレンジ色部分がジェノヴァ領

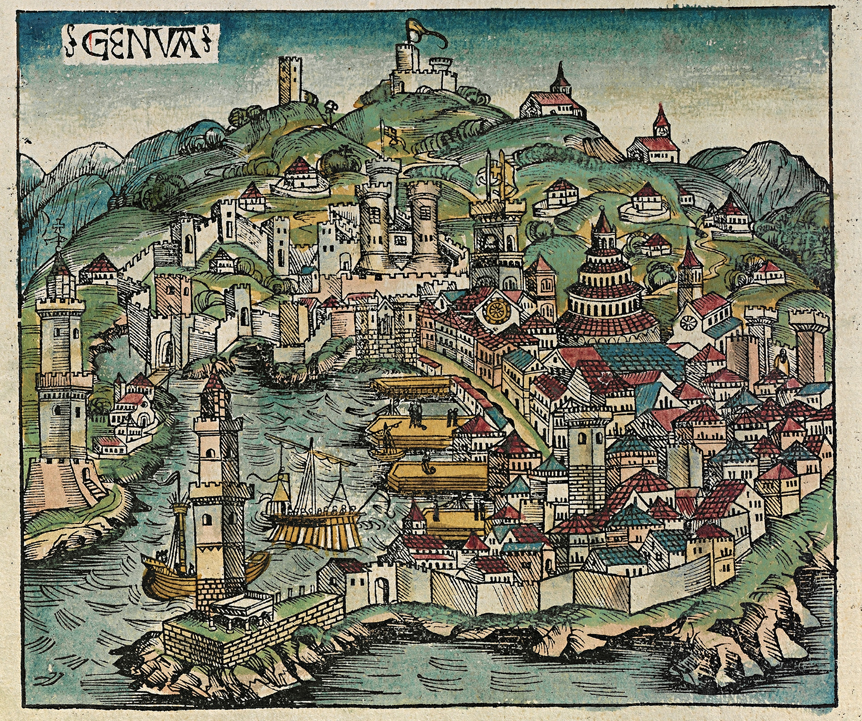
ニュルンベルク年代記に描かれたジェノヴァ

ヴェネツィアとは長く何度も争った。1380年、キオッジャの戦いで敗れた。翌年にトリノで講和条約が結ばれた。内容はヴェネツィアにとって必ずしも有利なものではなく、とりわけ、パドヴァとハンガリーに関して禍根を残すこととなった。1348年以降、ヨーロッパで黒死病が大流行した発端は、クリミアから不本意にもジェノヴァ艦隊が疫病を運んできたためである。新興国オスマン帝国はエーゲ海にジェノヴァが保有する領土を切り刻み、黒海貿易を搾取した。この時代の大半、ヴェネツィアが独立を維持し国民の一致団結を成功させていたのに対し、内政の混乱が続くジェノヴァは外国からの介入を押さえられない状況にあった。内部での対立とは、平民対貴族、ギベリン対ゲルフ、アドルノ家対フレゴーゾ家といった政治の主導権を巡るものであった。ジェノヴァは一時フランス領となり、その後ヴィスコンティ家のミラノ公国領となっていた。同時代にジェノヴァで生まれた探検家クリストファー・コロンブスが、他国へ出て生きていかなければならなかったのはよく知られている。1499年から1528年までジェノヴァは連続してフランス領となり、どん底の時代であった。
ジェノヴァの内通者である「由緒ある貴族」と協力したスペインが、ジェノヴァ市街後方にある山要塞を陣取り、ジェノヴァ本国を占領したのは1522年5月30日のことであった。ジェノヴァ市街は無慈悲なまでの掠奪にさらされた。ジェノヴァの有力貴族ドーリア家出身の海軍提督アンドレア・ドーリアが神聖ローマ皇帝カール5世と同盟を結び、フランスの駆逐と祖国の復興を図ったとき、新たな展望が開けた。1528年、サン・ジョルジョ銀行がカール5世に融資を行ったのである。ジェノヴァの銀行家は、インディアスから運ばれてくる銀取引のために、1535年以来ブザンソンにおかれた手形交換所を管理して利益をあげたが、手形交換所が1579年にピアチェンツァに移されると、国際為替市場の支配者としての立場を一段と強めた。彼らはスペインの度重なるデフォルトに遭いながら多様な担保を実行して損失補填した。

### 黄金時代
その後、ジェノヴァはジェノヴァの銀行とともに、スペイン帝国の新参の協力者となって顕著な復興を遂げた。特に、セビーリャにある銀行の支店からはスペインの海外遠征への融資が行われた。フランスの歴史家フェルナン・ブローデルは、1557年から1627年を「ジェノヴァ時代」「非常に慎重で複雑化した支配に、歴史家たちは長い間気づかなかった」と述べた。現在のジェノヴァを観光に訪れた人々は、輝くようなマニエリスムやバロック様式の邸宅のファサードが、ストラーダ・ヌオーヴァ（現在のガリバルディ通り。ジェノヴァのレ・ストラーデ・ヌオーヴェとパラッツィ・デイ・ロッリ制度として、UNESCO世界遺産に登録されている）沿いやヴィア・バルビ沿いにあるため、目を見張る富があったことを知ることになる。実際、富はジェノヴァ人にあったのではなく、真のベンチャー・キャピタリストである銀行家・投資家の強固な組合の中に集中していた。しかし、ジェノヴァの貿易は地中海航路支配に緊密に依存していた。1566年にヒオス島をオスマン帝国に奪われた事態は、ジェノヴァを打ちのめした。
1575年から1576年にかけて、ジェノヴァで内乱が発生した。コムーネ創設期からの貴族グリマルディ家、ドーリア家、スピノラ家は尊敬されていたが、旧勢力の力に急速に衰えが見え始めていた。旧勢力が銀行業を扱う一方、新興貴族のサウリ家、ブリーニョレ家らは綿と絹の貿易で収入を得ていた。この内乱の後、新勢力と旧勢力の力は拮抗することになった。
ジェノヴァの銀行業組合の空白が始まったのは、1557年にフェリペ2世がスペインを国家破産させたときであった。この事態はドイツの金融会社を混乱に陥れ、スペイン・ハプスブルク家の財政担当・フッガー家優勢時代の終わりを告げた。ジェノヴァの銀行家たちは、扱いにくいハプスブルク家の制度に流動性のある信用と、頼れる定期収入を提供していた。その見返りとして、信用の劣るアメリカ大陸産の銀出荷先が、急速にセビーリャからジェノヴァへと移管され、さらなる投資のための資本を提供するようになった。ジェノヴァ人銀行家アンブロジオ・スピノラは、たとえば、17世紀初頭のネーデルラントでの八十年戦争において自らが召集した軍を率いて戦っていた。17世紀のスペインの衰退は、ジェノヴァの再度の衰退をも引き起こした。そして、スペイン王室の頻繁な破産は、特にジェノヴァの貿易商社の多くを破綻させた。

### フランスの占領

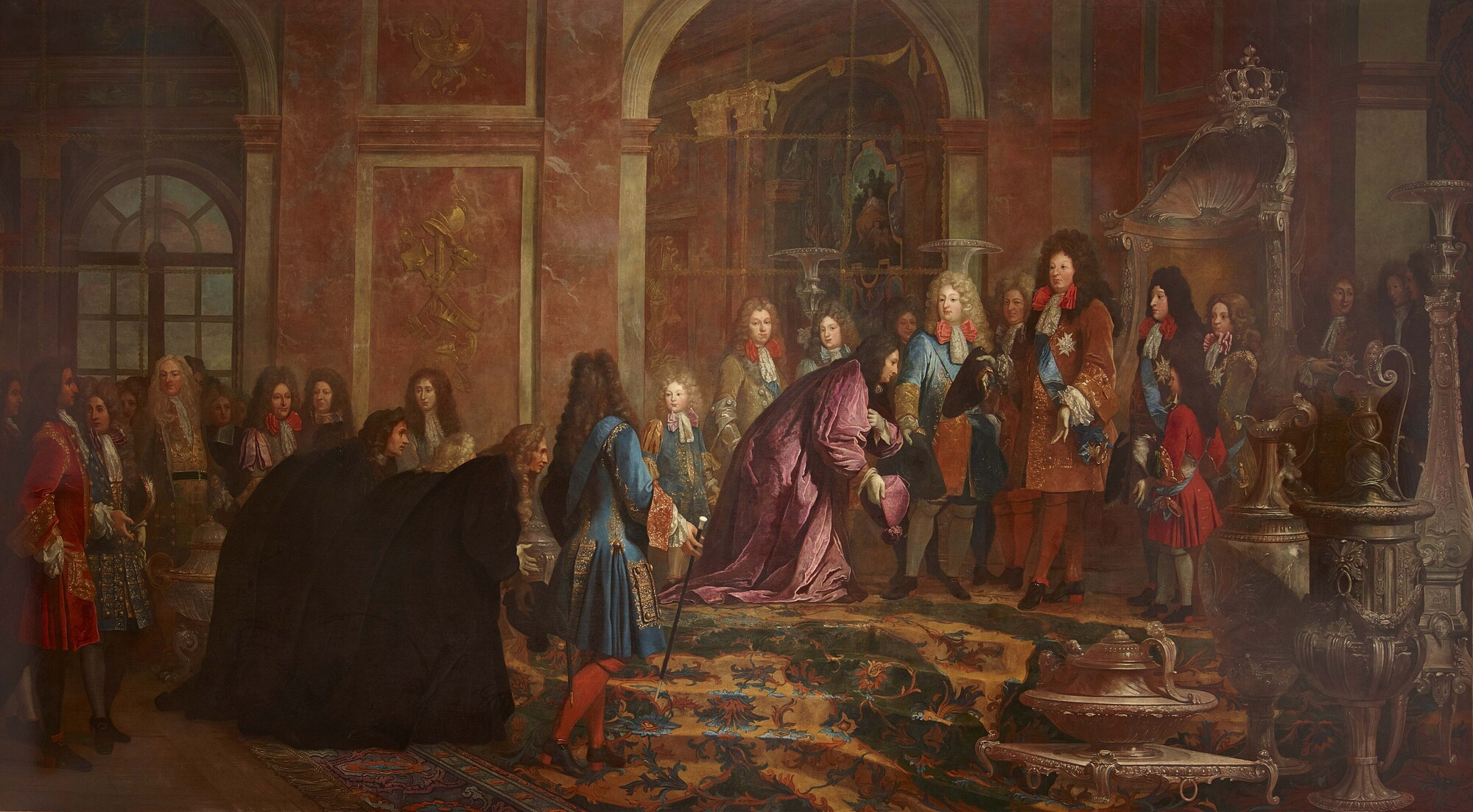
ジェノヴァのドージェと面会するルイ14世

1637年、ドージェのフランチェスコ1世・ブリーニョレは、ジェノヴァ共和国を処女マリアへ捧げた。17世紀、ジェノヴァは対サヴォイア戦争で2度勝利した。
18世紀に入ってもジェノヴァ経済は緩やかに下降を続けた。1684年、ドージェ、フランチェスコ・マリア・インペリアーレは、フランスの敵スペインにガレー船数隻を提供する一方、ルイ14世へ挑戦するという過ちを犯した。同時にインペリアーレはフランス大使ピドゥーを欺いた。ルイ14世の命令で、海軍大臣セニュレー侯は海軍中将アブラム・デュケーヌ（fr）を伴い、1684年5月にジェノヴァ遠征を組織させた。ジェノヴァはフランス海軍の容赦ない砲撃にさらされた。1685年5月、ドージェは恥をかかされに自らヴェルサイユへ出向かざるをえなかった。ヴェルヴェットの衣服を着たドージェはルイ14世に全面降伏した。このいわゆる巧みな宣伝行為で、フランスにおいてジェノヴァ製ヴェルヴェット生地の輸出の一時代が始まった。
ジェノヴァの特権階級が大規模な貿易と金融業で利益を得る一方、税収を増やし防衛を確固たるものにするため、共和国政府は特権階級の経済活動を制限するようになった。コルシカで、ナポリ王国における価格より安く大量に買いつけた小麦は、都市に供給するのに十分であった。そのために共和国政府は、コルシカで本土と同じように道路を建設し、橋を架け増強しようとは思わなかった。コルシカの宗主国であることは、ジェノヴァが生き残るために必要であった。それは、島を所有するジェノヴァ共和国全体でもって、予想される大都市の封鎖を訓練することができたからである。

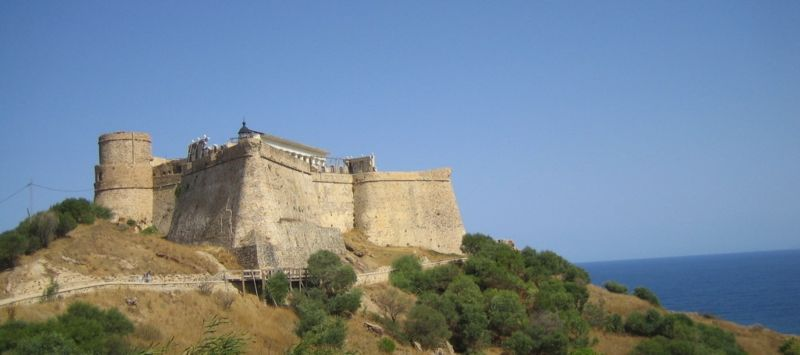
タバルカに残るジェノヴァ支配時代の要塞

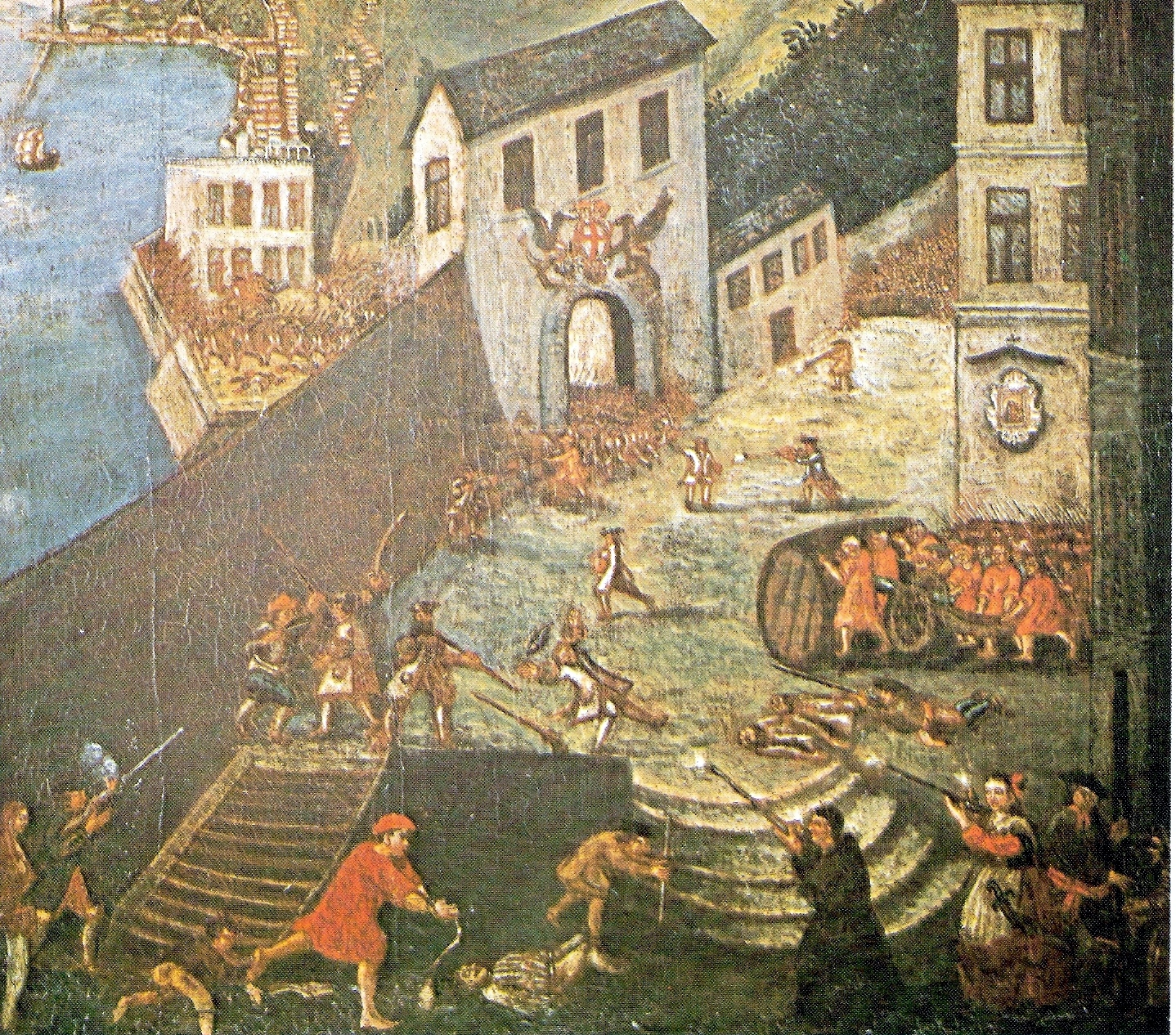
1746年の民衆暴動、「バリッラの一揆」を描いた絵

1742年、ジェノヴァが当時唯一地中海で所有していたタバルカ（en）の要塞が、チュニスのベイに奪われた。オーストリア継承戦争に突入する1745年、ジェノヴァは気が進まぬままフランスとスペインのブルボン家側に付いた。ジェノヴァ軍は再編され、最高司令官によって10,000人の兵が集められた。これは、ジェノヴァの宿敵であるサヴォイア家がフィナーレ・リーグレを併合するのを妨げるためであった（この地を奪われると、共和国本土の分断が予想された）。1746年9月6日のオーストリアへの降伏、同年12月の民衆暴動、1747年のジェノヴァ包囲、それでもジェノヴァはアーヘンの和約までフィナーレ・リーグレを保有した。反乱が頻発して鎮圧に手を焼いていたコルシカ島を、1768年のヴェルサイユ条約でフランスへ売却した。1780年代の経済復興は長く続かなかった。1797年、共和国はナポレオン・ボナパルト率いるフランス革命軍に占領された。彼は、ジェノヴァ史上を通じて共和国を支配してきた古くからの特権階級を倒した。そして、フランス支配下の傀儡国家として、リーグレ共和国という民主共和国がその後を継いだ。
ナポレオンがフランス全土を掌握後、以前より保守的な憲法が布告された。しかし、リーグレ共和国は短命であった。1805年、フランスはリーグレ共和国をアペニン県、ジェヌ県、モンテノッテ県に分割して併合した。1814年春にナポレオンが退位すると、イギリス外交官ウィリアム・ベンティンク卿に後押しされた地元エリートたちが、ジェノヴァ共和国復活を宣言した。ところが、ウィーン会議でジェノヴァがサルデーニャ王国に併合されることが決定すると、これに対する反乱が起きたが、1814年12月にイギリス軍によって鎮圧された。1815年1月3日、ジェノヴァは正式にサルデーニャ王国へ併合された。

### 年表
- 10世紀前半 ムスリム海賊に3回にわたって略奪を受ける。
- 1005年 レッジョの戦いに勝利。（対ムスリム、ピサとの連合）
- 1015年-1016年 サルデーニャの戦いに勝利。（対ムスリム、ピサとの連合）
- 1034年 アンナーバでの戦いに勝利。（対ムスリム、ピサとの連合）
- 1063年 パレルモでの戦いに勝利。（対ムスリム、ピサとの連合およびノルマン人との共同作戦）
- 1056年 司教と都市貴族との協定が成立。オベルテンガ辺境伯が裁判権を放棄し自立性が確立する。
- 1087年 ピサと連合しズィール朝の首都マフディアに遠征する。
- 1096年 第一次十字軍を支援。以後、ヴェネツィアやピサとともに十字軍諸国家の補給拠点となる。

この年以降、各地区の住民組合が政治的・軍事的な自治組織として成立していく。
- 1171年 コンスタンティノープルのジェノヴァ人居留区がヴェネツィア人より攻撃を受ける。
- 1191年 ピサとともに神聖ローマ皇帝ハインリヒ6世のシチリア遠征を支援する。
- 1261年 ニンファイオン条約でニカイア皇帝と同盟しラテン帝国を打倒する。ラテン帝国を支援していたヴェネツィアと敵対関係にはいる。
- 1274年 ジェノヴァ船が北海に進出。
- 1287年 メローリアの海戦でピサに完勝する。ティレニア海の覇権を確立する。
- 1296年 クルツォラの海戦でヴェネツィアを撃破する。
- 1339年 都市の役職を貴族と平民とが均分する体制になる。
- 1347年-1348年 ペストが大流行する。
- 1353年 ロイエーラの海戦でヴェネツィア・アラゴン同盟に敗北。アラゴンのサルデーニャ支配を容認する。
- 1353年-1356年 ミラノのヴィスコンティをシニョリーアとする。
- 1378年-1380年 キオッジァの戦いで劇的な逆転によってヴェネツィアに敗北する。
- 1381年 トリーノ条約によってヴェネツィアとの百年戦争がジェノヴァ劣勢で終結する。
- 1396年-1409年 フランスの支配を受ける。
- 1421年-1436年 ヴィスコンティをシニョリーアとする。
- 1459年-1462年 フランスの支配を受ける。
- 1487年-1499年 ミラノのスフォルツァ家をシニョリーアとする。
- 1499年-1506年 フランスの支配を受ける。
- 1528年 私的艦隊を統率するジェノヴァ人アンドレーア・ドーリアが奉仕先をフランス国王から神聖ローマ皇帝に変える。また、寡頭制による自治を皇帝に承認させる。
- 1566年 ドーリアの死後、内乱がおきる。
- 1576年 新旧両貴族間の妥協が成立。
- 1625年 フランスとサヴォイア公国がジェノヴァに攻撃を加える。
- 1656年-1657年 ペストが流行し、人口が半減する。
- 1746年 イギリス艦隊の支援を受けてオーストリア・サルデーニャ王国軍が占領する。12月、民衆反乱が起きる。
- 1768年 コルシカをフランスに売却する。
- 1794年 フランス軍、ジェノヴァ共和国沿岸地域を占領する。
- 1797年 リグーリア共和国が成立。
- 1814年 サルデーニャ王国がジェノヴァを併合する。

## 政治

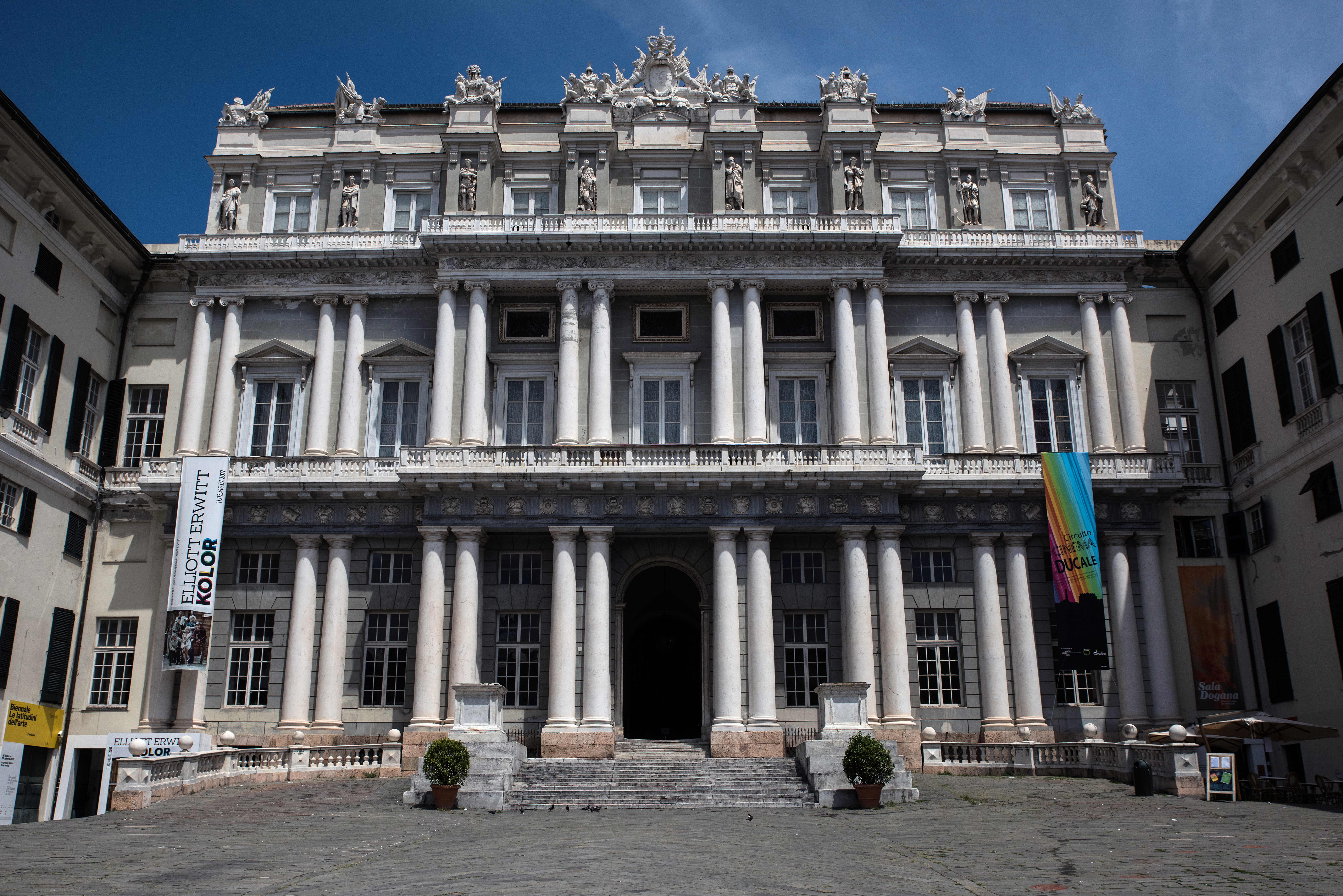
パラッツォ・ドゥカーレ（元首宮殿）

ジェノヴァ共和国の元首（ドージェ）は79代を数えた。その一部は、同じ貴族の家系から輩出された。
- グリマルディ家とスピノラ家から11人
- ドゥラッツォ家から8人
- デ・フランキ家、ジュスティニアーニ家、ロメリーニ家から7人
- チェントゥリオーネ家とドーリア家から6人
- カッターネオ家とジェンティーレ家から5人
- ブリーニョレ家から4人
- デ・マリ家、インペリアーレ家、インヴレア家、ネグローネ家から4人
- パッラヴィチーニ家とサウリ家から3人
- バルビ家、カンビアッソ家、キアーヴァリ家、デッラ・トーレ家、レルカリ家、ヴィネロ家、ヴェネローゾ家、ヴィアーレ家より各2人
- 1人のドージェを輩出した家系は、23あった

1190年から1270年まで、共和国の最高権力者はポデスタ（伊: Podestà、行政長官）であった。1270年から1339年までは、ポデスタと民衆隊長（伊: Capitano del popolo）が混在した。共和政が確立していたヴェネツィアとは違い、ジェノヴァは商人一族の小集団からドージェを選び統治を行う、寡頭政治であった。ジェノヴァのドージェは王と同義であり、共和国から選出された最高統治者であった。ドージェは金色と緋色の衣服を身にまとう決まりであった。ジェノヴァのドージェは終身制ではなく、8年以上在任したのはただ1人のみである。多くは職を辞すか、就任前に追放された。また、権力をたった1日しか手にできなかったドージェも存在する。初代ドージェ、シモーネ・ボッカネグラが選出された1339年から、1528年までの間、合法的に選出されたドージェはわずか4人である。
ジェノヴァは貴族政治であった。1506年の民衆反乱以前、貴族の18歳になった男たちはみな、一族によって政治的責務を訓練させられた。400人の貴族が大議会（Maggior Consiglio）に呼び寄せられ、その1/4は毎年一新された。小議会（Minor Consiglio）、または定員100人の元老院は、大議会の議員から選ばれていた。君主はドージェであり、政務官と総督は任期が2年であった。